# ORP Sęp (1938)
ORP Sęp – polski okręt podwodny, jedna z dwóch jednostek typu Orzeł wybudowanych dla Marynarki Wojennej w Holandii. Okręt o wyporności podwodnej 1473 ton został zwodowany 17 października 1938 roku w stoczni Rotterdamsche w Rotterdamie.
W związku ze wzrostem napięcia międzynarodowego, w kwietniu 1939 roku okręt został uprowadzony do Polski przed oficjalnym odbiorem od producenta. Podczas kampanii wrześniowej 1939 roku uczestniczył w nieudanej realizacji planu „Worek”, przeprowadził nieskuteczny atak torpedowy na niszczyciel „Friedrich Ihn”, po czym sam stał się celem nieudanego ataku niemieckiego okrętu podwodnego U-14. Uszkodzony w atakach lekkich okrętów nawodnych Kriegsmarine przepłynął do Szwecji, gdzie został internowany do końca wojny. 28 października 1945 roku okręt powrócił do Gdyni pod dowództwem jego dotychczasowego dowódcy, kmdr ppor. Władysława Salamona, a 30 listopada tego samego roku wznowił służbę w Marynarce Wojennej.
W 1951 roku ośmiu członków załogi „Sępa” niesłusznie oskarżono o spisek, na jednym z nich wykonano wyrok śmierci, pozostałe zaś osoby zostały skazane na długoletnie pozbawienie wolności. 3 grudnia 1964 roku doszło w trakcie rejsu do eksplozji akumulatorów i pożaru, w wyniku którego śmierć poniosło osiem osób. 2 września 1969 roku jednostka została wycofana ze służby, a 15 września tego samego roku skreślona z listy okrętów floty.

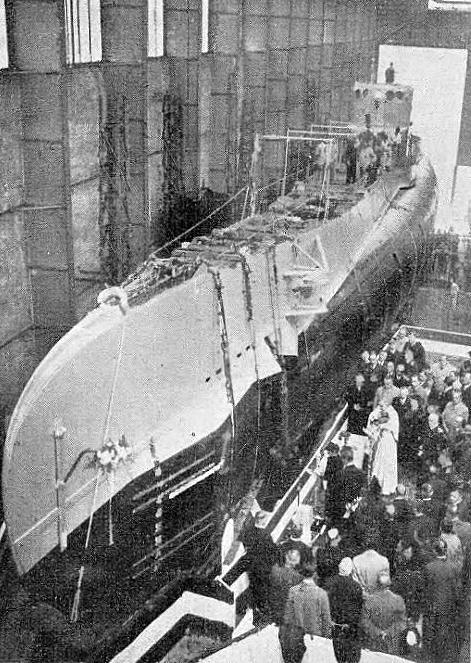
Wodowanie okrętu 17 października 1938

## Historia
Decyzja o budowie ORP „Sęp” zapadła w drugiej połowie lat 30. XX wieku. W listopadzie 1936 położono stępkę w stoczni Rotterdamsche Droogdok Maatschappij w Rotterdamie. Okręt wodowano 17 października 1938 tamże, a matką chrzestną została Maria Wodzińska, żona ówczesnego posła RP w Holandii Wacława Babińskiego. Wiosną 1939, w związku z napiętą sytuacją polityczną w Europie, Kierownictwo Marynarki Wojennej postanowiło sprowadzić budowany okręt jak najszybciej do kraju. 16 kwietnia 1939 na redzie bazy Horten okręt został pod groźbą użycia siły przejęty przez Polaków i podniesiono na nim polską banderę. 18 kwietnia, w towarzystwie ORP „Burza”, okręt przybył do Gdyni, gdzie dokończono prace wyposażeniowe. W chwili wybuchu wojny dowódcą okrętu był kmdr ppor. Władysław Salamon.
1 września 1939 roku krótko przed godziną 6 „Sęp” wyszedł w morze z Helu na patrol do wyznaczonego sektora w ramach planu „Worek”. Do swojego sektora – najdalszego z polskich okrętów, na północ od przylądka Rozewie, dotarł pod wieczór. 2 września przed południem okręt zaobserwował niemiecki niszczyciel „Friedrich Ihn”. Po zajęciu pozycji do strzału, o godzinie 12:38 z odległości 400 metrów „Sęp” wykonał atak torpedowy na płynący z prędkością 7 węzłów niszczyciel, wystrzeliwując tylko jedną torpedę z wyrzutni rufowej (zgodnie z przedwojennymi instrukcjami, z uwagi na wysoki koszt torped). Torpeda została jednak dostrzeżona i wymanewrowana przez niszczyciel, który uniknął trafienia, po czym przystąpił do kontrataku na okręt podwodny, który odszedł i zmienił kurs. W krótkich odstępach czasu w czterech seriach niszczyciel wyrzucił 15 bomb głębinowych, które wybuchły w stosunkowo bezpiecznej odległości, lecz następnie dołączyły do poszukiwania dwa kutry trałowe, zaobserwowane o godz. 17 przez peryskop. „Sęp” co jakiś czas powoli odchodził w zanurzeniu, opadając pomiędzy tym na głębokość 60–80 m i pozostając tak do wieczora. „Sęp” wynurzył się dopiero o 21:40, kiedy już nie zaobserwowano wroga. Od odległych wybuchów doznał niewielkich uszkodzeń i nieszczelności, które jednak spowodowały utratę pełnej sprawności bojowej; utracił też koło ratunkowe.
Następnego dnia 3 września „Sęp” w zanurzeniu ponownie był poszukiwany przez niemieckie okręty, a o 12:53 zanotowano odległe wybuchy bomb głębinowych. Wieczorem tego dnia, po wynurzeniu o 19:15, „Sęp” płynący na powierzchni został wykryty i zaatakowany kolejno przez dwa niemieckie okręty podwodne, które same pozostały niedostrzeżone. Najpierw U-18 o godzinie 19:51 wystrzelił torpedę spod wody do polskiego okrętu podwodnego, którym najprawdopodobniej był „Sęp”, lecz była ona niecelna – prawdopodobnie przeszła przed dziobem. Następnie około 20:40 U-14 wystrzelił w położeniu nawodnym torpedę do „Sępa” z odległości kilometra, po czym szybko zanurzył się, nie chcąc ryzykować walki z silniejszym i szybszym polskim okrętem. Istnieje w literaturze wersja, że zapalnik magnetyczny Pi1 niemieckiej torpedy G7a T1 zdetonował głowicę przedwcześnie; uszkadzając jedynie kadłub lekki „Sępa” i zbiornik z paliwem. Według dokładniejszych nowszych opracowań torpeda jednak wybuchła ok. 200–500 m za rufą „Sępa” nie powodując żadnych uszkodzeń, co uznano na nim za wybuch pocisku artyleryjskiego, po czym „Sęp” szybko zanurzył się. Torpeda była zapewne niecelna z powodu większej prędkości polskiego okrętu, niż założona. Niemcy wzięli wybuch za zniszczenie okrętu i uznali go za zatopiony, o czym oficjalnie zakomunikowano. „Sęp” następnie odszedł na północ, w kierunku wód terytorialnych Szwecji, w stronę Gotlandii. 4 września o 6 rano rano okręt ponownie został zaatakowany i spędził dzień w zanurzeniu, a o 16:20 ponownie słyszano dalekie wybuchy. 5 września, na wodach koło Gotlandii, zbadano stan techniczny okrętu i stwierdzono, że są dość poważne: lewy silnik Diesla był niesprawny i na powierzchni mógł być napędzany tylko przez prawy silnik, a nieszczelności powodowały nabieranie wody. Przez kolejne dni „Sęp” przebywał w pobliżu szwedzkich wód, nie napotykając na siły wroga. 7 września przeszedł pod Olandię. Zawiadomiono Dowództwo Floty o uszkodzeniach, lecz remont w Helu był niemożliwy. 13 września „Sęp” otrzymał rozkaz przedarcia się do Wielkiej Brytanii albo do Szwecji. Z uwagi na poważne uszkodzenia i wyczerpanie załogi, uznano, że przedarcie się przez Cieśniny Duńskie jest niemożliwe, „Sęp” 17 września o godzinie 0:45 przypłynął na wody szwedzkie pod Landsort, po czym zawinął do portu Nynäshamn, skąd przeszedł do Stavnas, gdzie został internowany i rozbrojony.
26 października 1945, wraz z innymi internowanymi okrętami (ORP „Ryś” i „Żbik”), powrócił do macierzystego portu w Oksywiu. Okręt rozbrojono w oczekiwaniu na konieczny remont w Stoczni Gdyńskiej (nr 13), który rozpoczął się pod koniec kwietnia 1946, a zakończył 25 września 1947 roku. Okręt rozpoczął kampanię 10 października 1947 roku, po dowództwem kmdr. ppor. Bolesława Romanowskiego. Służył głównie do szkolenia kadr. W 1948 wykonał pierwsze zanurzenie po remoncie. Od 1951 roku nosił namalowany na kiosku numer burtowy B-11. W związku z ograniczonymi zapasami dotychczasowej amunicji, w maju 1951 r. armata kalibru 105 mm została wymieniona na radzieckie działo 100 mm typu B-24-IIS, co wiązało się z koniecznością usunięcia charakterystycznej maski ochronnej i obrotowej platformy, z uwagi na wyższą linię ognia o 390 mm i szersze rozmieszczenie siodełek celowniczych. Armatę zamontowano na fundamencie na nowym pokładzie stałym, modyfikując przy tym kiosk; zapas amunicji wynosił 800 nabojów. 22 maja 1951 okręt przeszedł na wyższą gotowość operacyjną. W lipcu 1951 roku osiągnął głębokość 85 m, po czym ustalono głębokość zanurzenia roboczą na 60 m, a maksymalną na 80 m. W październiku 1951 roku odbył wizytę w Rydze podczas rejsu nawigacyjnego z ORP „Ryś”. W 1952 roku zdobył tytuł przodującego okrętu MW. Pod koniec 1951 roku rozpoczęto prace przy dostosowaniu stałych wyrzutni torpedowych do torped radzieckich wz. 53-38U, co wymagało wydłużenia ich o kilkadziesiąt centymetrów. W 1958 roku zdemontowano działo kalibru 100 mm. W 1957 roku zamontowano stację hydroakustyczną Tamir-5ŁS, a w 1963 – stację radiolokacyjną Fłag-3.
W roku 1951, w związku z aferą związaną z ucieczką ORP „Żuraw”, aresztowano 8 marynarzy z załogi „Sępa”. Oficerowie IW prowadzący śledztwo: Eugeniusz Niedzielin i Mikołaj Kulik poddali ich torturom. Oskarżono ich o spisek. Jeden z marynarzy, mat Marian Kowal został stracony, siedmiu otrzymało kary 15 lat więzienia. W 1956 zostali zrehabilitowani.

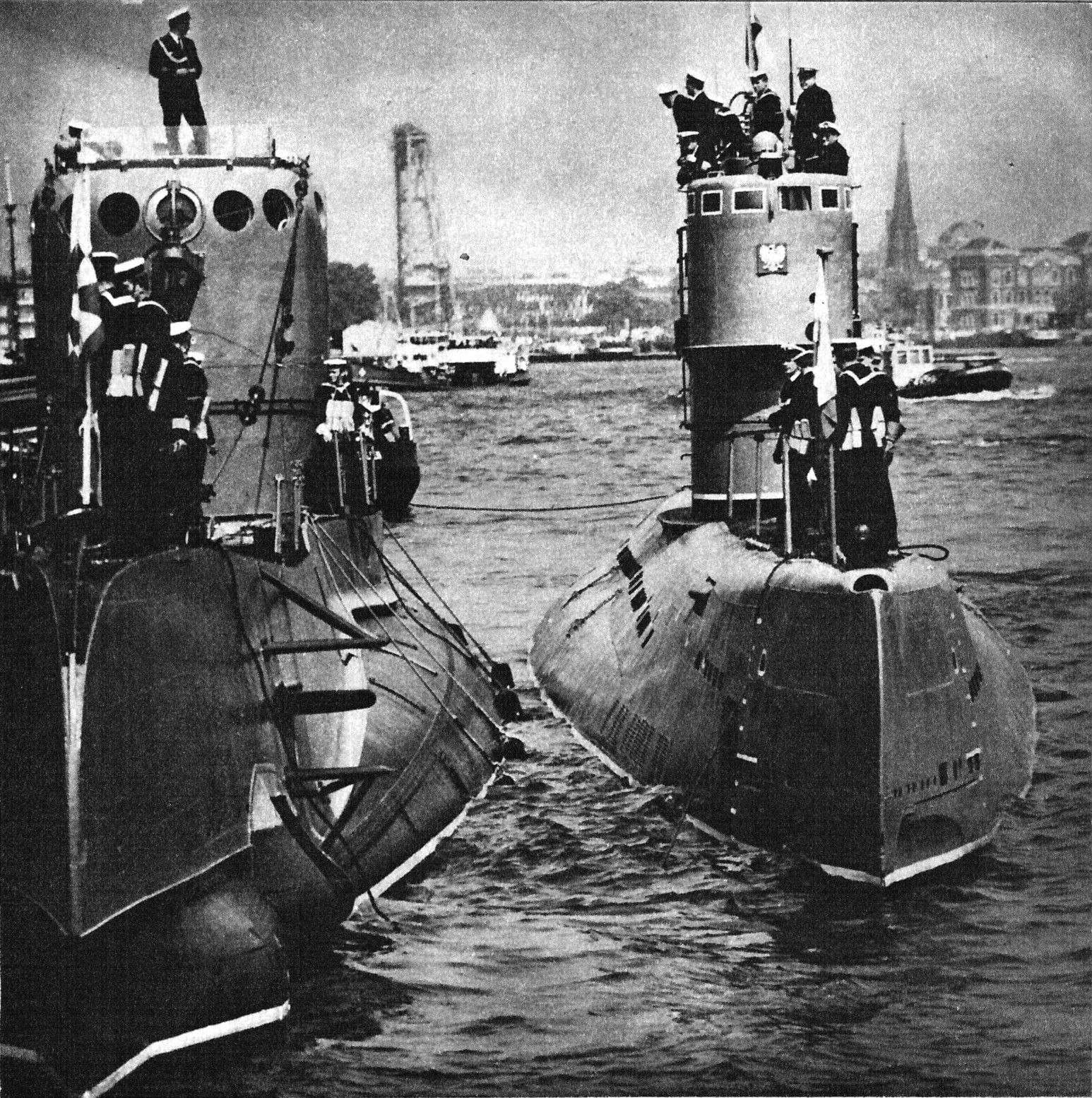
ORP „Sęp” i ORP „Bielik” z wizytą w Rostocku w 1968 r.

Po odwilży politycznej w Polsce, wzorowany na radzieckich numer burtowy B-11 (od bolszyj) zmieniono 17 grudnia 1957 roku na P-11 (od podwodny), natomiast od początku 1960 roku zmieniono numer na ostateczny: 291. W dniach 3–7 lipca 1962 roku okręt złożył wizytę w Londynie (z ORP „Błyskawica” i trałowcem ORP „Żbik”). W dniach 21–25 września 1963 roku natomiast złożył wizytę w Kopenhadze. W czerwcu 1964 roku wraz z ORP „Orzeł” odbył rejs na Morze Północne i Atlantyk, a 21–24 sierpnia złożył w składzie zespołu wizytę w Göteborgu.
3 grudnia 1964 okręt został poważnie uszkodzony wskutek wybuchu w przedziale akumulatorowym. W wyniku pożaru zginęło 8 członków załogi. Po rocznej naprawie okręt wrócił do służby, ale nigdy nie wydano już rozkazu zanurzenia.
Do eksplozji doszło z powodu błędów popełnionych podczas ładowania akumulatorów. Dla zaoszczędzenia oleju napędowego uruchomiono tylko jeden silnik Diesla, który oprócz śruby poruszał wirnikiem sprzężonego silnika elektrycznego, który w takiej sytuacji pracował jako prądnica. Wytworzony prąd zasilał drugi silnik elektryczny (poruszał drugą śrubą) i urządzenia okrętu oraz ładował akumulatory. Nad tym procesem wspólnie czuwali mechanik obsługujący silnik Diesla i elektryk sterujący rozdziałem wytworzonego prądu. Główny mechanik nie był marynarzem okrętu podwodnego (przysłano go z innego okrętu na tymczasowe zastępstwo), a elektryk był tuż po szkole i nie miał nawet uprawnień do pływania na okręcie podwodnym (został także przysłany tymczasowo). Podczas ładowania akumulatorów wydziela się wodór, dlatego też w takiej sytuacji muszą być one wentylowane — okręt posiadał specjalne kanały wentylacyjne. Okazało się jednak, że fale są zbyt wysokie i woda zalewa wloty tych kanałów. W związku z tym wydano rozkaz, aby zamknąć wloty, ograniczyć ładowanie akumulatorów (i tym samym zmniejszyć wydzielanie wodoru) i stosować wentylowanie przedziałów powietrzem z kiosku przez otwarte włazy. Niedoświadczony elektryk popełnił błąd i nadal akumulatory były ładowane prądem o zbyt wysokim natężeniu. Równocześnie jeden z marynarzy w przedziale 2 (zginął w wypadku) przymknął właz, aby do przedziału nie napływało mroźne powietrze z kiosku. W rezultacie w baterii akumulatorów pod przedziałem drugim zaczął gromadzić się wodór, który z powietrzem stworzył mieszaninę wybuchową, która eksplodowała prawdopodobnie od iskry na jakimś wyłączniku. Ustalono, że marynarze w przedziale drugim przeżyli wybuch, ale nie mogli opuścić przedziału, ponieważ wybrzuszony pokład uniemożliwił otwarcie włazów (włazy z obu stron otwierały się do wnętrza przedziału drugiego). Równocześnie w przedziale drugim wybuchł pożar. Możliwe było jego ugaszenie w początkowej fazie i uratowanie marynarzy, gdyby nie zablokowane włazy. Na okręcie nie było palników acetylenowych, którymi można by było odciąć pokrywy włazów od zawiasów. Możliwe było tylko odkręcenie śrub mocujących pokrywy do zawiasów, ale wyłącznie od strony przedziału drugiego i tylko kluczem nasadowym, którego nie było w tym przedziale. Przy użyciu ciężkich młotów udało się nieco uchylić właz od strony przedziału trzeciego i główny mechanik podał żyjącemu jeszcze podoficerowi klucz, ale ten wykrzyknął tylko przed śmiercią …nie da rady… palę się…. Na rozkaz dowódcy okrętu zamknięto włazy. Pożar ugaszono dopiero po prawie 24 godzinach i po otwarciu przedziałów znaleziono zwęglone zwłoki marynarzy.
W dniach 27–31 maja 1968 roku odbył wizytę kurtuazyjną w Rotterdamie (wraz z OORP „Sokół” i „Wicher”).
2 września 1969 został wycofany ze służby we flocie PRL (zdjęcie bandery 15 września). Złomowany w latach 1971–1972.
Nosił numer burtowy malowany na kiosku: od 1951 roku: B-11, od 15 grudnia 1957 roku: P-11, od 1 stycznia 1960 roku do końca: 291.

### Dowódcy
- kmdr. ppor. Władysław Salamon (04.01.1939 r. – 04.07.1947 r.)
- kmdr ppor. Bolesław Romanowski (04.07.1947 r. – 16.08.1949 r.)
- kpt. mar. Bronisław Szul (19.08.1949 r. – 31.01.1951 r.)
- kpt. mar. Henryk Pietraszkiewicz (31.01.1951 r. – 01.10.1954 r.)
- por. mar. Marian Załoga (17.11.1954 r. – 19.01.1957 r.)
- kpt. mar. Czesław Obrębski (19.01.1957 r. – 28.02.1958 r.)
- por. mar. Jerzy Missima (28.02.1958 r. – 14.11.1961 r.)
- por. mar. Ryszard Płużyczka (14.11.1961 r. – 14.07.1963 r.)
- kpt. mar. Michał Zawadzki (19.11.1963 r. – 07.01.1965 r.)
- kpt. mar. Lucjan Matysiak (08.04.1965 r. – 23.02.1971 r.)[22]

## Zachowane fragmenty okrętu
- Muzeum Marynarki Wojennej w Gdyni
  - Armata 40 mm wz. 36 Bofors
  - Armata 100 mm typu B-24-P

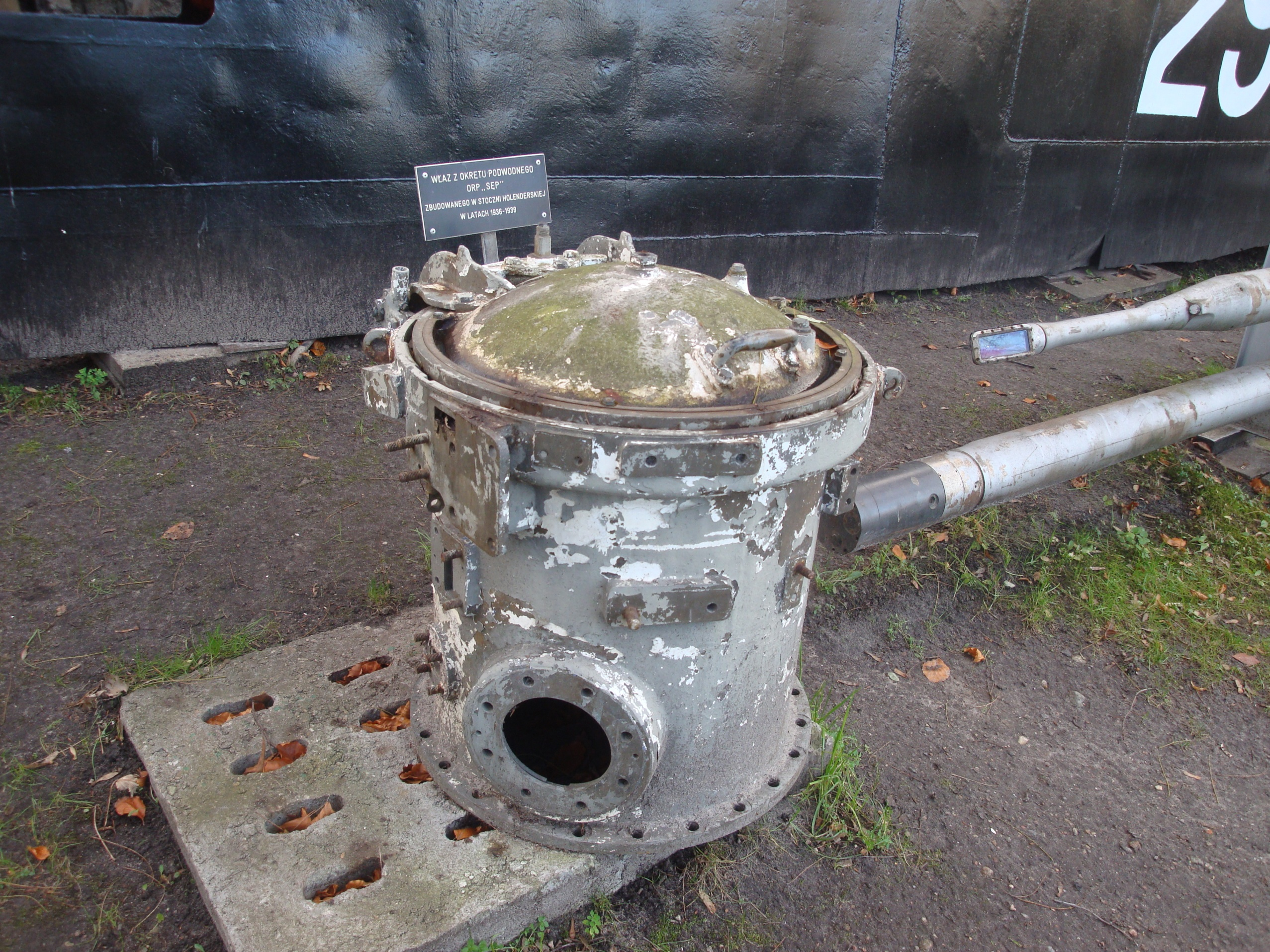
Właz okrętu podwodnego ORP Sęp jako eksponat w Muzeum Marynarki Wojennej w Gdyni

- Muzeum Wojska Polskiego w Warszawie – Muzeum Polskiej Techniki Wojskowej

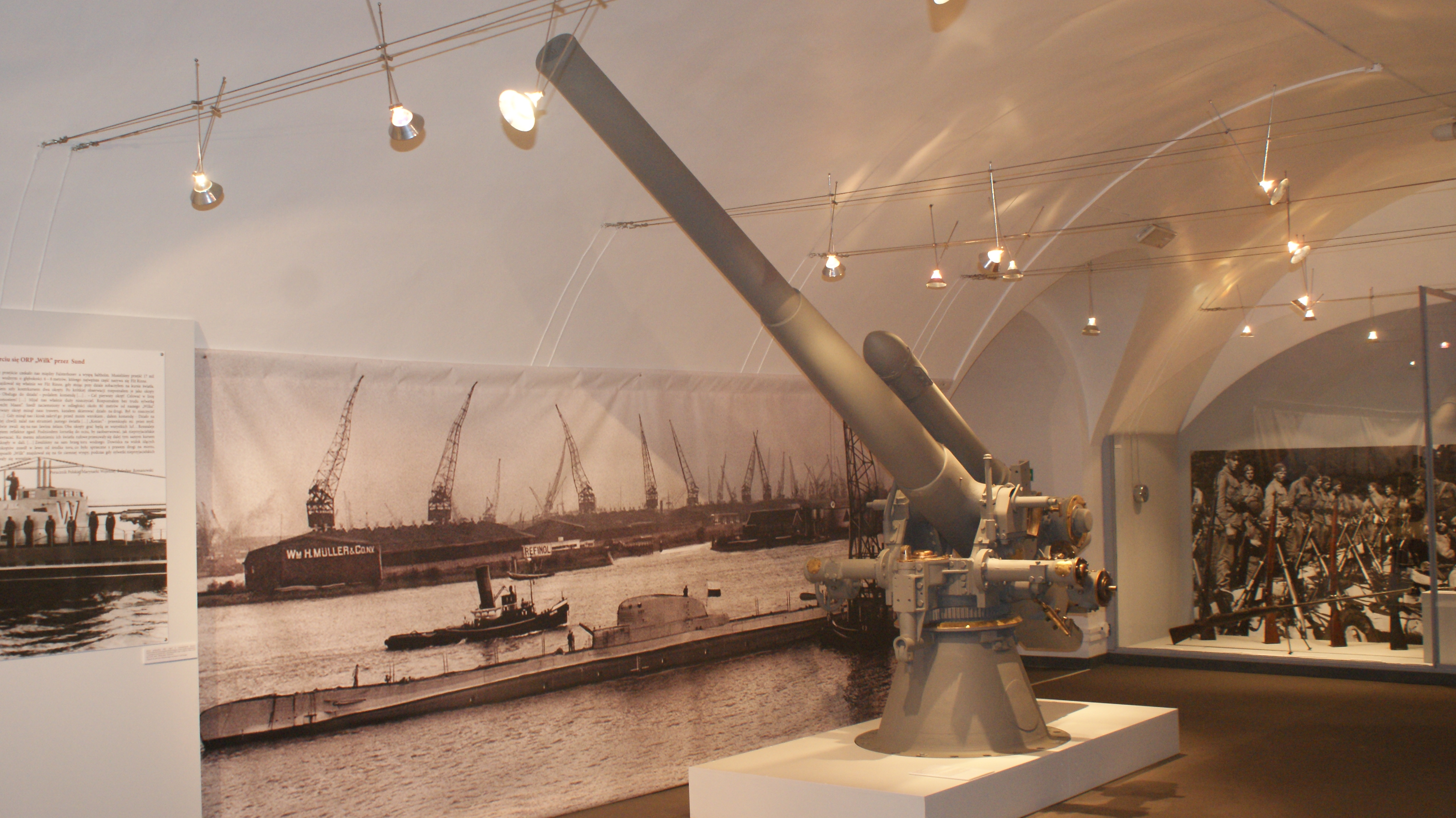
Bofors 105 mm wz. 36 w Muzeum Polskiej Techniki Wojskowej

  - Bofors 105 mm wz. 36 w Muzeum Polskiej Techniki Wojskowej Armata 105 mm Bofors wz. 36

## Okręt w kulturze
- W 1958 powstał polski film wojenny Orzeł, w reżyserii Leonarda Buczkowskiego, przedstawiający fabularyzowane losy polskiego okrętu podwodnego ORP „Orzeł” na początku II wojny światowej. Rolę okrętu pełnił jego bliźniak, ORP „Sęp”, w rolę zastępcy dowódcy wcielił się Wieńczysław Gliński[23].
- W 1968 roku we wnętrzach „Sępa” kręcono film Ostatni po Bogu (w ujęciach zewnętrznych wykorzystywano nowsze okręty podwodne projektu 613, których wnętrza nie chciano pokazywać)[17]